# Station Bains-les-Bains
Station Bains-les-Bains is een spoorwegstation in het Franse departement Vosges. Hoewel het station genoemd is naar de relatief grote plaats Bains-les-Bains ligt het in de aangrenzende gemeente Le Clerjus.